# Халлинг

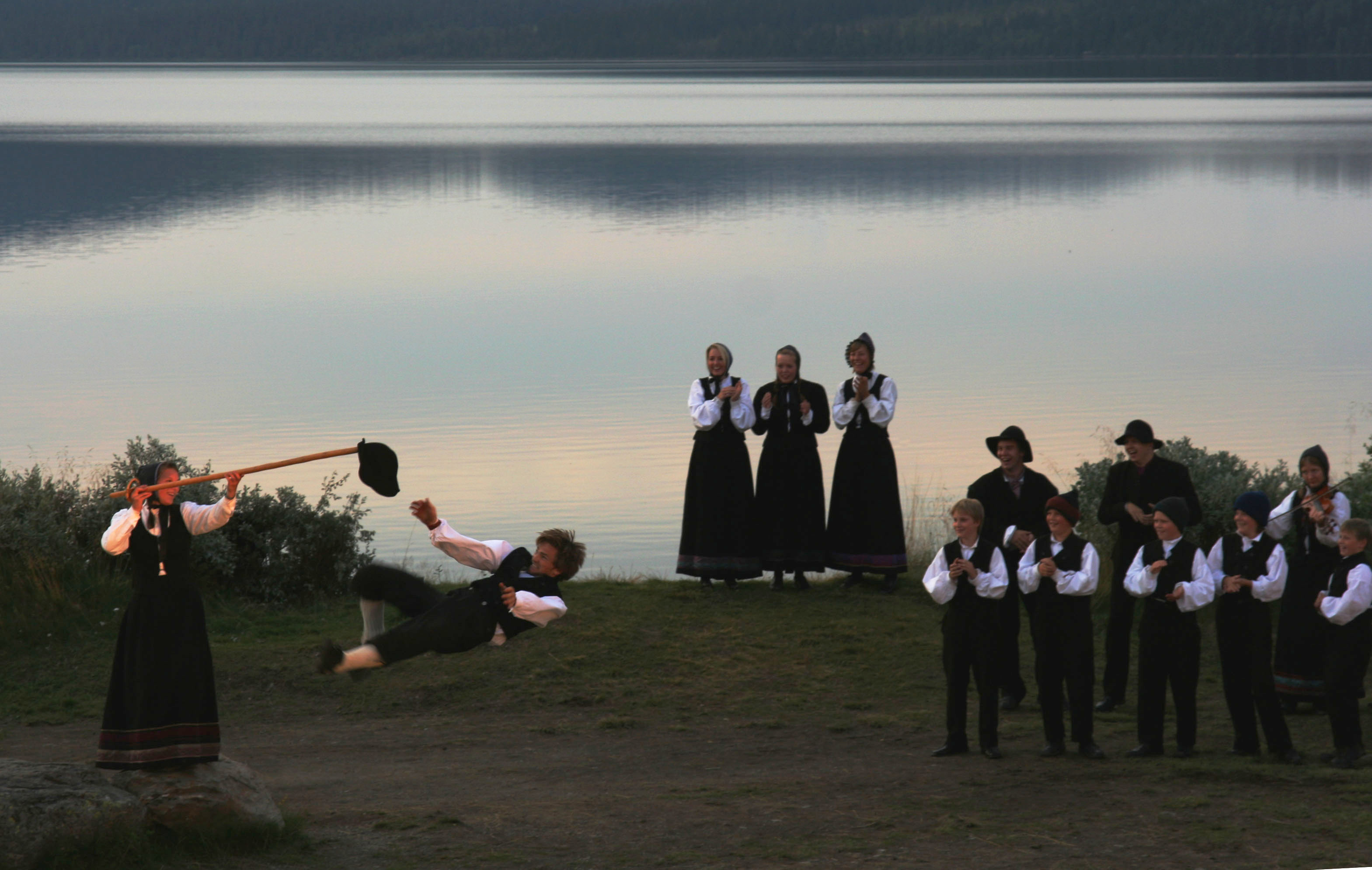
Халлгрим Хансегорд сбивает шляпу ногой, исполняя танец на фестивале «Пер Гюнт» в Голо

Ха́ллинг (норв. halling) — традиционный народный танец в Норвегии, а также в западной Швеции, особенно в Вермланде и Даларне. В музыкальной реализации халлинга типичны двухдольный метр, умеренный темп, аккомпанемент с участием народной скрипки — хардингфеле.

## Краткая характеристика
Для халлинга характерны метр 2/4 или 6/8 (с двумя сильными долями, 3/8 + 3/8) и умеренный темп (примерно 100—115 ударов в минуту). Изначально халлинг — это мужской танец, исполняемый в одиночку с различными последовательностями шагов, которые индивидуально связаны друг с другом. В танец встроены элементы акробатики, с помощью которых танцор демонстрирует своё мастерство. Изюминкой танца является момент, когда танцор в прыжке пытается сбить ногой шляпу, которую на высоте при помощи шеста держит другой человек (такой прыжок обозначается термином hallingkast).
Танец традиционно исполняют молодые люди на свадьбах и вечеринках. В Норвегии варианты мужских танцев уже существовали в разных регионах до того, как стиль танца из географической области Халлингдаль стал распространённым в XIX веке и лёг в основу названия танца.

## Халлинг в академической музыке
Художественные образцы халлинга довольно часты в творчестве норвежских композиторов-романтиков XIX и начала XX века. Наиболее известны сочинения Э. Грига с названием «Халлинг», например, № 2 в музыкальном оформлении пьесы Г. Ибсена «Пер Гюнт» (op.23), неоднократно — в сборниках фортепианных пьес «Лирические пьесы» (op.38 № 4, op.47 № 4, op.71 № 5), а также в сборниках обработок оригинальной норвежской музыки (op.17, op.112, op.72, EG 108), иногда с географическими или именными уточнениями («Halling from Østerdalen», «Knut Lurasen's halling»). Стилевые элементы халлинга просматриваются и в сочинениях Грига без явного указания (заголовка), как, например, в главной теме III части его фортепианного концерта, где композитор использовал ритмоформулы халлинга в фактуре, имитирующей звучание хардингфеле. Пример использования халлинга в музыке XX века — Норвежская рапсодия № 1 (1921) Ю. Хальворсена.

## Халлинг и гангар
Термин «халлинг» (или парный халлинг — parhalling) также используется при ссылках на (танец) га́нгар (норв. gangar). В западных областях Норвегии для гангара используется местный термин rull. У Грига (Лирические пьесы, op. 54 № 2) словом gangar названа пьеса в жанре марша. Гангары, включенные в его же сборник «Норвежские крестьянские танцы» op. 72 (состоит из пьес для народной скрипки, аранжированных для фортепиано), напротив, имеют характер танца в размере 2/4 и в умеренном темпе.